# Liste des évêques de Cittanova
Le diocèse de Cittanova (latin: Dioecesis Aemoniensis seu Civitatis Novae) est un diocèse italien supprimé. Le diocèse est fondé au IVe siècle avec siège à Emonia en Istrie, aujourd'hui en Croatie. Le premier évêque connu est saint Maxime, qui assiste au concile d'Aquilée en 381. Le diocèse était suffragant du patriarcat d'Aquilée. Après la destruction de la ville d'Emonia au VIIe siècle, le siège est transféré à Cittanova d'Istria (aujourd'hui la ville Novigrad en Croatie).
Le diocèse de Cittanova est uni avec le diocèse de Parenzo de 1434 à 1448, avec le patriarcat de Grado de 1448 à 1451 et avec le patriarcat de Venise de 1451 à 1465. En 1828 le diocèse de Cittanova est supprimé et incorporé dans le diocèse de Trieste et Capodistria.

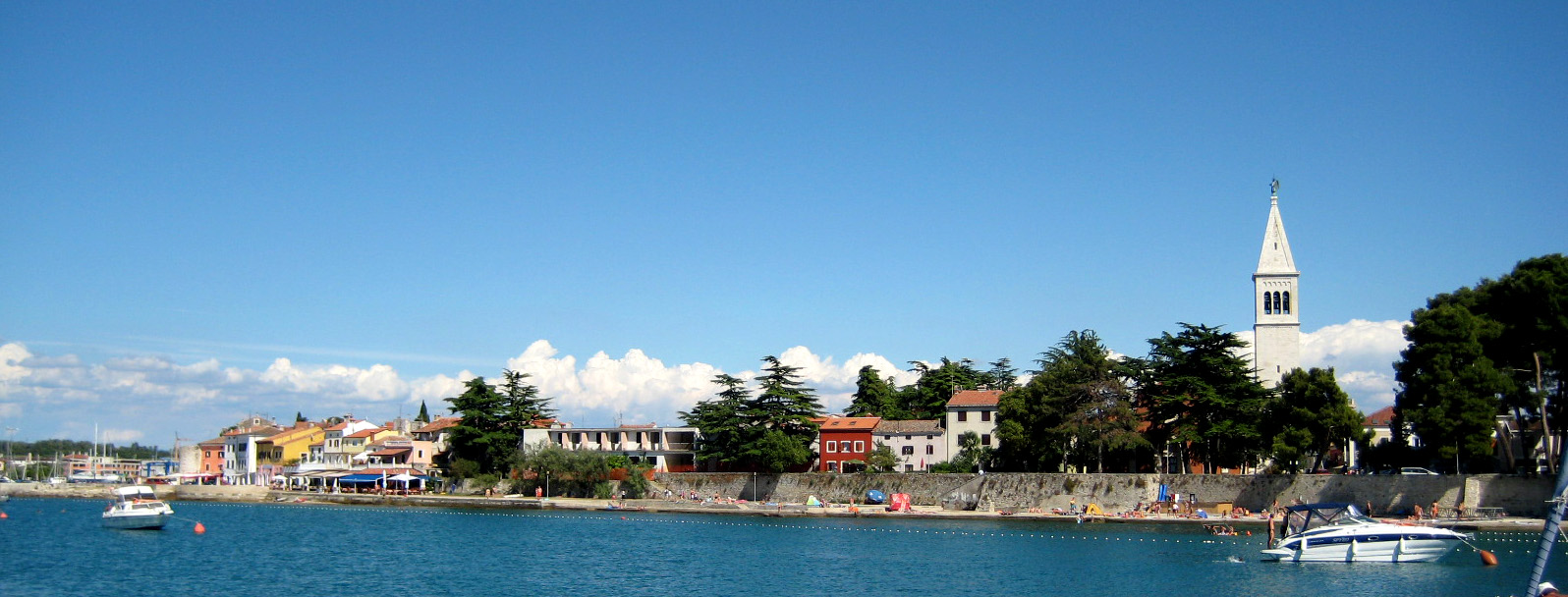
Vue sur Cittanova avec la tour de l'ancienne cathédrale

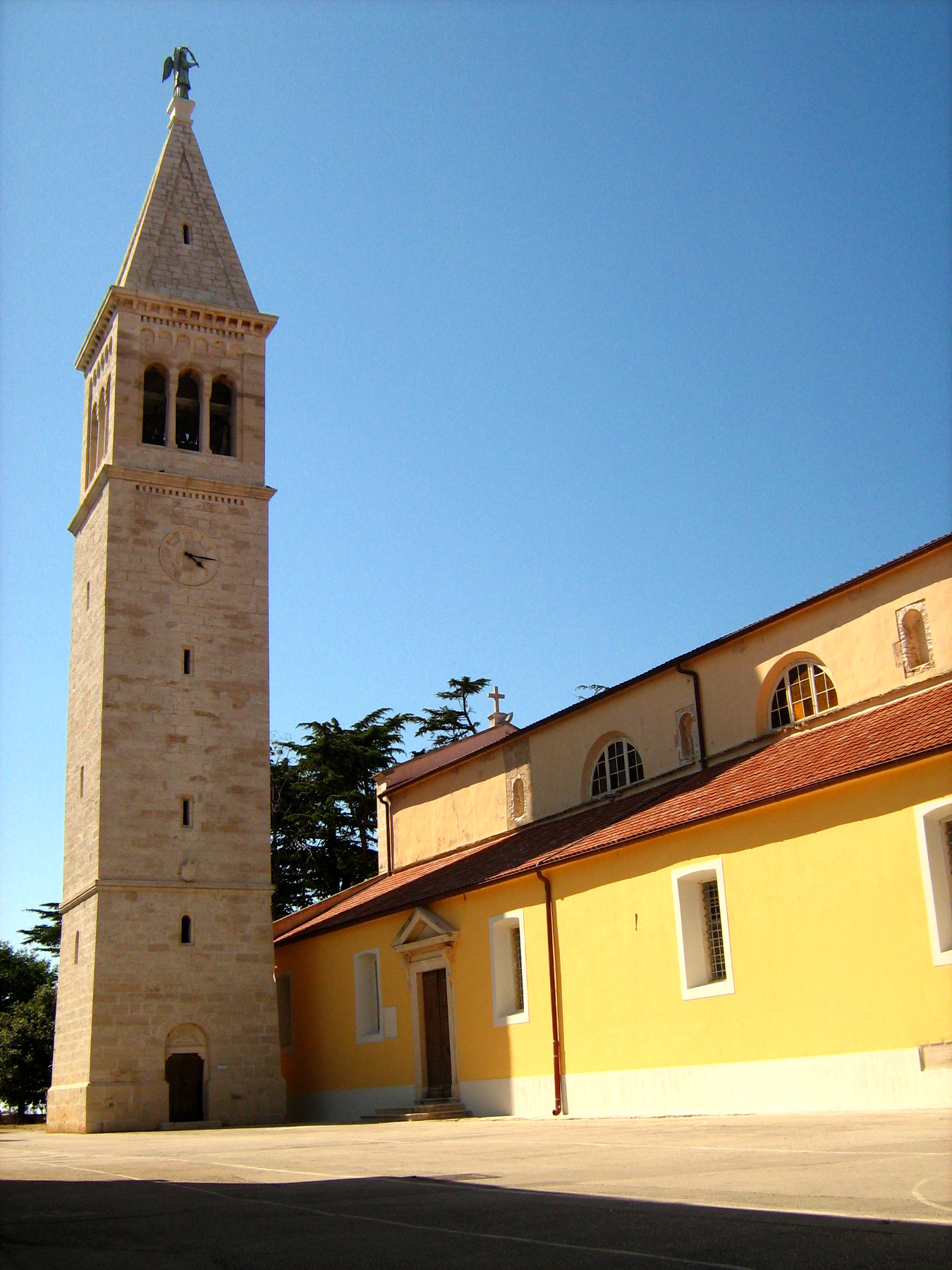
Ancienne cathédrale de Cittanova

Le nom de diocèse d'Aemona est utilisé aujourd'hui comme diocèse in partibus d'un évêque chargé d'une autre mission que la conduite d'un diocèse contemporain.

## Évêques
- Saint Maxime † (381)
- Florio † (vers 524)
- Germain † (546)
- Patrice † (579)
- Jean Ier † (600)
- Maurice † (vers 781)
- Étienne ? † (804)
- Usualdo ? † (850)
- Firmin † (932)
- Jean II † (961)
- Azzon † (1015 - 1031)
- Jean III † (1038)
- Nicolas Ier † (1050 - 1089)
- André Ier † (1091)
- Alexandre † (vers 1100)
- André II † (1118)
- Adam † (1146)
- Jean IV † (1158)
- Vido Margone † (1165)
- Artuico † (1175)
- Jean V † (1176 - après 1186)
- Oldéric † (1194)
- Léonard † (1212 - 1224)
- Canzian Ier † (1228)
- Gérard † (1230 - 1237)
- Bonaccorso † (1243 - 1260)
- Nicolas II † (1269)
- Égide † (1279 - 1283)
- Simon † (1284 - 1301)
- Girald, O.P. † (1308 - 1310)
- Canzian II † (1318 - 1330)
- Natale Bonafede † (1330 - 1344)
- Giovanni Morosini, O.E.S.A. † (1347 - 1358)
- Guglielmo Conti, O.P. † (1359 - ?)
- Giovanni Grandi, O.E.S.A. † (1363 - 1364)
- Marino Michiel † (1366 - 1374)
- Nicolò Montaperto (ou Cosucchi), O.F.M. † (1376 - 1377)
- Ambroise de Parme † (1377 - 1380)
- Paul de Montefeltro, O.E.S.A. † (1382 - 1400)
  - Léonard † (1401 - ?) (administrateur apostolique)
- Tommaso Tommasini Paruta, O.P. † (1409 - 1420)
- Giacomo de Montina, O.F.M. † (1409 - ?)
  - Antonio Correr, C.R.S.A. † (1420 - 1421) (administrateur apostolique)
- Daniele Scotto de' Rampi † (1421 - 1426)
- Filippo Paruta † (1426 - 1426)
  - Giovanni Morosini † (1426 - 1426 (administrateur apostolique)
- Giovanni Morosini † (1426 - 1442)
  - Uni avec le diocèse de Parenzo (? - 1448)
  - Uni avec le patriarcat de Grado (1448 - 1451)
  - Uni avec le patriarcat de Venise (1451 - 1465)
- Francesco Contarini † (1466 - 1495)
- Marcantonio Foscarini † (1495 - 1521)
- Antonio Marcello † (1521 - 1526)
  - Francesco Pisani † (1526 - 1535) (administrateur apostolique)
- Vincenzo de Benedictis † (1535 - ?)
- Alessandro Orsi † (1536 - 1559)
  - Francesco Pisani † (1559 - 1561) (administrateur apostolique, pour la 2e fois)
- Matteo Priuli † (1561 - 1565) 
  - Francesco Pisani † (1565 - 1570) (administrateur apostolique, pour la 3e fois)
- Gerolamo Vielmi, O.P. † (1570 - 1582)
- Antonio Saraceno † (1582 - 1606)
- Francesco Manin † (1607 - 1619)
- Eusebio Caimo † (1620 - 1640)
- Giacomo Filippo Tomasini, Can.Reg.S.Georg. † (1642 - 1655)
- Giorgio Darmini † (1655 - 1670)
- Giacomo Bruti † (1671 - 1679)
  - Sede vacante (1679 - 1684)
- Nicolò Gabrieli † (1684 - 1717)
- Daniele Sansoni † (1717 - 1725)
- Vittorio Mazzocca, O.P. † (1725 - 1732)
- Gaspare Negri † (1732 - 1742)
- Marino Bozzatini † (1742 - 1754)
- Stefano Leoni † (1754 -1776)
- Giovanni Domenico Straticò, O.P. † (1776 - 1784)
- Antonio Giovanni Giuseppe Lucovich † (1784 - 1794)
- Teodoro Lauretano Balbi † (1795 - 1831)